# Vladimír Dlouhý (ekonom)
Vladimír Dlouhý (* 31. července 1953 Praha) je český ekonom a politik, bývalý místopředseda strany ODA a ministr průmyslu a obchodu v letech 1992–1997 ve vládě Václava Klause. V letech 1989–1992 byl ministrem hospodářství ČSFR. Nyní působí v soukromé sféře a věnuje se poradenské a pedagogické činnosti. Od května 2014 do května 2023 byl prezidentem Hospodářské komory ČR.

## Vzdělání
Vystudoval ekonomii na Vysoké škole ekonomické v Praze, obor ekonomicko-matematické výpočty, promoval v roce 1977. V letech 1977–1978 studoval MBA na Katolické univerzitě v Lovani v Belgii. Vzhledem k požadavku vrátit se po roce do ČSSR dvouleté studium MBA nedokončil. V letech 1980 až 1982 vystudoval na Karlově univerzitě postgraduálně obor matematická statistika a pravděpodobnost. Současně v roce 1980 zahájil aspirantské studium na Vysoké škole ekonomické v Praze a v roce 1983 získal titul kandidáta věd obhájením dizertační práce na téma „Nerovnovážné modely socialistické ekonomiky“. O rok později vyšla tato práce knižně, při spoluautorství Karla Dyby.

### Pedagogická činnost
V letech 1977 až 1983 přednášel na VŠE. V roce 1984 byl zakládajícím členem Kabinetu prognóz ČSAV, který se později přeměnil na Prognostický ústav, kde působil nejprve jako výzkumný pracovník, později jako vedoucí odboru a nakonec jako náměstek ředitele.
Současně byl publikačně činný jak v domácích, tak zahraničních odborných časopisech a na mezinárodních konferencích. Od roku 2000 opět přednáší jako vysokoškolský pedagog na Institutu ekonomických studií na Fakultě sociálních věd Univerzity Karlovy v Praze (vyučuje makroekonomii a hospodářskou politiku). V letech 2004–2010 přednášel na Vysoké škole ekonomické v Praze, kde byl též členem Vědecké rady Národohospodářské fakulty. V letech 2000–2011 byl členem Sboru mezinárodních dohlížitelů (Board of International Oveseers) Illinoiského technologického institutu (IIT), jenž sídlí v Chicagu. Od roku 2014 je členem Správní rady Českého vysokého učení technického (ČVUT) v Praze, od roku 2018 také členem Správní rady Vysokého učení technického (VUT) v Brně.

## Osobní život
Je dvakrát rozvedený, z prvního manželství má syna Štěpána a dceru Markétu. Mezi jeho zájmy patří hudba, historie a sport, především lyžování, golf, cyklistika a běhání.

## Politická kariéra
V roce 1978 vstoupil do KSČ, členství ukončil v prosinci 1989.
V třetím týdnu listopadové revoluce v roce 1989 byl navržen jako jeden z 10 komunistů do vlády ČSSR a 10. prosince 1989 byl jmenován místopředsedou federální vlády (první vláda Mariána Čalfy) a v téže vládě byl i předsedou Státní plánovací komise. Ještě v prosinci 1989, z KSČ vystoupil.
Ve volbách roku 1990 zasedl do Sněmovny lidu Federálního shromáždění (vedl kandidátní listinu pro Jihočeský kraj) a současně byl jmenován federálním ministrem hospodářství ČSFR (2. vláda M. Čalfy). Po rozpadu Občanského fóra vstoupil na podzim 1991 do Občanské demokratické aliance a stal se jejím místopředsedou a v roce 1992 vedl kandidátní listinu ODA na jižní Moravě. Po volbách v roce 1992 a po rozpadu ČSFR vstoupil do koaliční vlády ČR Václava Klause a byl jmenován ministrem průmyslu a obchodu. Ve staronové koaliční vládě Václava Klause a ve stejné funkci zůstal i po volbách v roce 1996, ve kterých byl zvolen do Poslanecké sněmovny Parlamentu ČR. V červnu roku 1997 odešel ze všech vládních i politických funkcí.
V červnu 2012 sdělil, že vstoupí do boje o prezidentský úřad v roce 2013. Jeho kandidaturu ale po ověření podpisů na petičních arších Ministerstvo vnitra odmítlo zaregistrovat pro nedostatečný počet podpisů.
Vláda České republiky dne 9. března 2020 schválila jeho nominaci jako kandidáta České republiky na funkci generálního tajemníka Organizace pro hospodářskou spolupráci a rozvoj (OECD).

## Soukromá sféra
Po odchodu z politiky v roce 1997 působil v soukromé sféře. Od září 1997 dodnes pracuje jako mezinárodní poradce nadnárodní investiční banky Goldman Sachs se zodpovědností za oblast střední a východní Evropy. V letech 1998–2010 pracoval jako poradce pro ABB, od roku 2010 je poradcem francouzského investičního fondu Meridiam Infrastructure se sídlem v Paříži. V minulosti byl buď členem Dozorčích rad či poradcem řady dalších společností, například Cofinec B.V v Amsterdamu, Telefónica Česká republika (Praha), KSK Power Ventur se sídlem v indickém Hyderabádu, PSJ, a.s.(ČR) a v dalších. V letech 2013 - 2018 byl členem Mezinárodní poradenské skupiny společnosti Rolls Royce (Londýn). V současné době je rovněž členem Dozorčí rady Pojišťovny Kooperativa.

### Další aktivity
Je členem řady mezinárodních i domácích institucí (je členem Trilaterální komise, v letech 2010-2016 byl místopředsedou Evropské skupiny, byl či je aktivně činný v dalších aktivní činnost v několika expertních skupinách, například DER Dialog, Euro 50 Group). V letech 2006–2008 byl členem Nezávislé energetické komise, kde se podílel na přípravě dlouhodobé energetické koncepce ČR, veřejně publikované v druhé polovině roku 2008. Od roku 2009 je členem Národní ekonomické rady vlády ČR, v roce 2020 byl do obnovené této Rady jmenován opět. V letech 2010–2012 byl členem Evropské skupiny poradců výkonného ředitele Mezinárodního měnového fondu. V rozsáhlé míře publikuje jako autor či spoluautor od odborných textů po články v denním tisku.
V letech 1999-2001 zasedal ve správní radě Nadace BOHEMIAE, která byla v roce 2001 v likvidaci kvůli daňovým nedoplatkům, spolu s Karlem Schwarzenbergem, Petrem Oslzlým, Michalem Lobkowiczem, Liborem Peškem, Lucií Pilipovou, Jiřím Rücklem, Richardem Salzmannem, Janem Švejnarem a Josefem Zieleniecem.
V roce 2009 založil obecně prospěšnou společnost Prague Twenty, zaměřenou na pořádání odborných přednášek v oblasti politiky, společenských věd a kultury, za účasti zahraničních i domácích odborníků. V průběhu uplynulých let na těchto akcích vystoupilo mnoho představitelů z Česka (např. prezident Václav Klaus, bývalý guvernér ČNB Zdeněk Tůma atd.) i zahraničí (např. tehdejší premiér Itálie Mario Monti, bývalý guvernér CBI Jacob Frenkel atd.).
Od roku 2012 do roku 2014 působil ve správní radě think tanku Aspen Institute Prague o.p.s (spolu s Michaelem Žantovským, Tomášem Klvaňou, ); v dozorční radě zasedá mj. Zdeněk Bakala.
Dne 22. května 2014 byl v Plzni zvolen na sněmu Hospodářské komory ČR jejím prezidentem. Získal 128 hlasů a porazil tak Zdeňka Somra, který obdržel 87 hlasů. V roce 2017 byl zvolen do stejné funkce zvolen opět. V roce 2019 byl zvolen jedním z náměstků prezidenta Eurochambres, instituce, sdružující evropské obchodní a hospodářské komory, se sídlem v Bruselu. Také v červenci 2020 funkci prezidenta na další tři roky obhájil.
Společně s Václavem Klausem získal cenu Ropák roku 1993 a v dubnu 2016 získal cenu Zelená perla za výrok: „Vždycky je to poměrně složité interpretovat podobné studie a výsledky, ale tato skutečně ukazuje, že Třebíčsko a celá jižní část Vysočiny by velmi významně ekonomicky a dlouhodobě utrpěla, pokud by se Dukovany měly odstavovat nebo nerozšiřovat. Jakkoli jsou ta současná čísla na vodě, což autoři přiznávají, tak jejich závěr je nezpochybnitelný.“
Vyjádřil se kriticky k Zelené dohodě pro Evropu (European Green Deal) a prohlásil, že „Česká politická reprezentace bohužel řeší tuto problematiku velmi opožděně, nicméně jsme přesvědčeni, že lze žlutou kartu vystavit alespoň na dvě či tři opatření balíčku Fit for 55, která pro Česko představují největší riziko.“
Do konce května 2023 vykonával funkci prezidenta Hospodářské komory ČR. Znovu již nekandidoval, sněm HK jej zvolil čestným prezidentem. Na postu jej vystřídal Zdeněk Zajíček.